# John Ågren
Ej att förväxla med politikern Johan Ågren.
John Alf Lennart Ågren, född 1950 i Stockholm, är en svensk metallurg. Han är professor i metallografi vid Kungliga Tekniska Högskolan i Stockholm. 

## Biografi
Under pseudonymen John West skrev John Ågren och Ulf Westblom västernromanen Du ska dö (1974). Ågren var tidigare även aktiv i den svenska science fiction-fandom och skrev i samarbete med Ulf Westblom bland annat romanen Porten till evigheten (1976); senare ingick han 1982–1987 i redaktionen för tidskriften Nova science fiction.  
Ågren doktorerade 1981 på en avhandling om datorsimuleringar av diffusionsförlopp i stållegeringar. Han var under en följd av år prefekt vid institutionen för metallografi och har i sin forskning arbetat framför allt med termodynamiska datamodeller och diffusion i legeringar. Detta har betydelse för prognosticering av materials hållfasthet och andra egenskaper. Han är ledamot av Ingenjörsvetenskapsakademien sedan 2006.
Professor John Ågren är mottagare av 2011 års Hume-Rothery-pris.
2017 tilldelades John Ågren också  NIMS-priset, utdelat av det japanska Nationella institutet för materialvetenskap. Han delade priset med forskarna Bo Sundman och Kiyohito Ishida.
In 2018, Agren was elected into the National Academy of Engineering for the development of integrated thermodynamics and kinetics analysis tools enabling computational materials engineering.
Ågrens vetenskapliga publicering har (2020) enligt Google Scholar över 11 000 citeringar och ett h-index på 56.

### Romaner
- West, John (1974). Du ska dö. Wild West ; 25. Falun: Wahlströms bokförlag. Libris 9lwkqsqn7prk8t5v. ISBN 9132407033
- Westblom, Ulf; Ågren John (1976). Porten mot evigheten. Berghs SF-serie, 99-0125655-0 ; 6. Stockholm: Bergh. Libris 7400729. ISBN 9150202138

### Materialvetenskap (urval)
- Ågren John, red (1985) (på engelska). The dissolution of cementite in a low carbon steel during isothermal annealing at 700⁰ C. Trita-MAC, 0348-9205 ; 0255. Stockholm. Libris 494883
- Ågren, John (1987) (på engelska). Thermodynamics of supercooled liquids and their glass transition. Trita-MAC, 0348-9205 ; 0357. Libris 684437
- Höglund, Lars; Jönsson Björn, Ågren John (1990) (på engelska). Simulation of diffusional reactions on Cr-Fe-Ni alloys. Trita-MAC, 0348-9205 ; 0444. Libris 935765
- Liu, Zi-Kui; Ågren John (1992) (på engelska). Theoretical calculation of the transformation of austenite into ferrite. Trita-MAC, 0348-9205 ; 0491. Libris 1460335
- Engström, Anders; Höglund Lars, Ågren John (1993) (på engelska). Computer simulation of diffusion in multiphase systems. Trita-MAC, 0348-9205 ; 0515. Libris 1567426
- Hillert, Mats; Ågren John (1997). Materials fasomvandlingar. Stockholm: Institutionen för materialvetenskap, Tekniska högsk. Libris 2342851
- Hillert, Mats; Ågren John (1998) (på engelska). Diffusion and equilibria: an advanced course in physical metallurgy. Stockholm: Department of Materials Science and Engineering, Royal Institute of Technology. Libris 2881558
- Larsson, Henrik; Ågren John (2001) (på engelska). Mechanical alloying and mechanical milling as a means to produce tool materials. Stockholm. Libris 9329486